# Ma Yanhong
Ma Yanhong (马燕红S, Mǎ YānhóngP; Pechino, 21 marzo 1964) è un'ex ginnasta cinese.

## Biografia
Entra nella Nazionale cinese nel 1978 debuttando ai Giochi Asiatici di Bangkok: in quell'occasione vince l'oro alle parallele asimmetriche, sua specialità, e al concorso a squadre. Vince l'oro alle parallele anche alle Olimpiadi di Los Angeles nel 1984 e ai Campionati Mondiali nel 1979.